# Glycosmis decipiens
Glycosmis decipiens är en vinruteväxtart som beskrevs av Benjamin Clemens Masterman Stone. Glycosmis decipiens ingår i släktet Glycosmis och familjen vinruteväxter. Inga underarter finns listade i Catalogue of Life.